# Enílton Menezes de Miranda
Enílton Menezes de Miranda (sinh ngày 11 tháng 10 năm 1977) là một cầu thủ bóng đá người Brasil.

## Sự nghiệp câu lạc bộ
Enílton Menezes de Miranda đã từng chơi cho Omiya Ardija.

## Thống kê câu lạc bộ

### J.League
| Đội          | Năm       | J.League | J.League | J.League Cup | J.League Cup | Tổng cộng | Tổng cộng |
| Đội          | Năm       | Trận     | Bàn      | Trận         | Bàn          | Trận      | Bàn       |
| ------------ | --------- | -------- | -------- | ------------ | ------------ | --------- | --------- |
| Omiya Ardija | 2007      | 11       | 0        | 5            | 1            | 16        | 1         |
| Tổng cộng    | Tổng cộng | 11       | 0        | 5            | 1            | 16        | 1         |